# Gałkowice-Ocin
Gałkowice-Ocin est une localité polonaise de la gmina de Wilczyce, située dans le powiat de Sandomierz en voïvodie de Sainte-Croix.